# Stałe Przedstawicielstwo Serbii przy ONZ
Stałe Przedstawicielstwo Serbii przy Narodach Zjednoczonych (ang. Permanent Mission of the Republic of Serbia to the United Nations) – misja dyplomatyczna Republiki Serbii przy Organizacji Narodów Zjednoczonych z siedzibą w Nowym Jorku.

## Historia
Jugosławia, której kontynuatorką jest Republika Serbii, była członkiem pierwotnym Organizacji Narodów Zjednoczonych.